# チョルーラ・ホットソース
チョルーラ・ホットソース (Cholula hot sauce) は、唐辛子をベースとしたホットソースのブランド名である。テキーラ・クエルボ・ラ・ロヘーニャ（Tequila Cuervo La Rojeña）社によってメキシコのハリスコ州チャパーラで生産されている。クエルボ社によって買収されるまで、製造をはじめて3代目となっていた。丸みのある大き目の木製キャップが特徴。
原料は唐辛子（チレ・ピキンとチレ・アルボル）、塩、酢、スパイス、水、キサンタンガムである。辛さは約3600スコヴィルで、ホットソースの中では比較的辛くない部類に入る。独特の風味と香りを持つ。商標名は、2,500年の歴史を持ち、現在も人が住んでいる都市としてはメキシコ最古の街、プエブラ州チョルーラにちなむ。チョルーラという地名は「避難の地」という意味のナワトル語の地名チョローラーン（Cholōllān）に由来する。
アメリカ合衆国には1988年から輸入されて人気を博している。Cholulaは米国で登録商標となっている。